# Loxodocus opacus
Loxodocus opacus là một loài tò vò trong họ Ichneumonidae.